# 施洛瑟鹼
施洛瑟碱（英語：Schlosser's base 或 Lochmann-Schlosser Base）。是一类由烷基锂及醇钾混合而成的超强碱。最常见的施洛瑟碱是等摩尔量正丁基锂与叔丁醇钾的混合物。
施洛瑟碱因其拥有的超强碱性质，使它能与各种酸性极弱（pKa介于35至50之间）的碳氢化合物发生“乾淨的”质子—金属交换。
因为锂和醇基中氧的亲和力，正丁基锂和叔丁醇钾交换阳离子成为正丁基钾及叔丁醇锂。根据软硬酸碱理论，锂离子是比其他碱金属离子更“硬”的酸，而烷氧负离子是比烷基负离子更“硬”的碱。正丁基锂的锂被钾置换后，使得正丁基的离子性变强，因此整体的碱性也随之增加。苄基钾可由甲苯和施洛瑟碱反应产生。
生成施洛瑟碱的反应可用以下方程式表达：
RLi + R'OM → RM + R'OLi
施洛瑟碱的命名是纪念其发现者洛桑联邦理工学院的教授曼弗雷德·施洛瑟（Manfred Schlosser），不过曼弗雷德·施洛瑟当初将此物质命名为LICKOR超强碱 （LIC 代表烷基锂，KOR 代表大位阻的钾醇盐）。

## 发现
1964年，捷克化学家卢博米尔·罗切曼（Lubomír Lochmann）和他的合作者发现了叔丁醇锂和正丁基锂形成的络合物n-BuLi·LiOt-Bu，通过X射线衍射确定了该络合物的分子结构，但这些络合物的反应性和相应的烷基锂相比无明显差别。
1966年，卢博米尔·罗切曼和他的合作者又在研究甲基丙烯酸甲酯的阴离子聚合反应机理时，发现並報導了叔丁醇的钾盐或钠盐与烷基锂化合物在干燥庚烷溶液中混合后形成的有机钾或有机钠化合物，并利用将正丁基锂滴加入室温下剧烈搅拌的叔丁醇钾甲苯悬浊液的方法制备出了苄基钾。
1967年，当时尚在海德堡大学的化学家曼弗雷德·施洛瑟发现添加叔丁醇钾能有效促进正丁基锂与苯反应生成苯基锂以及三苯基甲烷或甲苯在叔丁醇钾和正丁基锂混合物作用下的苄基氢去质子化反应，施洛瑟提出可能是叔丁醇钾和正丁基锂形成了络合物。这两位化学家的发现开启了之后一系列关于烷基锂和醇钾混合而成超强碱的研究和在有机合成特别是构筑碳碳键中的应用。

## 化学性质
在化学性质上，由等摩尔量正丁基锂和叔丁醇钾混合形成的施洛瑟碱与丁基钾之间有显著的差别，这表明施洛瑟碱不是简单地来自于正丁基锂和叔丁醇钾之间的复分解反应。

## 变体

### 烷基锂与醇锂的混合物
虽然叔丁醇锂和烷基锂形成的络合物n-BuLi·LiOt-Bu与正丁基锂相比，在化学反应性上无显著的差别}。但当叔丁醇锂被诸如2-甲氧基乙醇锂、2-（二甲基氨基）乙醇锂、聚醚醇锂等带有杂原子的烷氧基锂替代后,烷基锂与这些烷氧基锂形成的加合物具有比正丁基锂更强的碱性，并且在甲苯苄基氢的去质子化锂化反应中现出更好的区域选择性，在化学性质上与超级碱更为接近。